# Love Street
Pistes de Waiting for the Sun
Hello, I Love You Not to Touch the Earth
Love Street est une chanson du groupe américain The Doors que l'on retrouve sur Waiting For The Sun, leur troisième album, sorti en juin 1968. Il s'agit d'une ballade s'écartant ainsi du style psychédélique du groupe à l'instar d'autres titres de l'album : Yes, the Rivers Knows, Wintertime Love, ou bien encore Summer's Almost Gone. La chanson a souvent aussi été qualifiée de pop baroque.

## Histoire
L'auteur de la chanson, Jim Morrison, s'est inspiré de la rue où il habitait avec sa compagne Pamela Courson. Leur adresse était 8021 Rothdell Trail, dans le quartier de Laurel Canyon en Californie,. À la fin des années 1960, cette rue est connue pour être un lieu de fréquentations des hippies, que Jim Morrison regardait passer. En face de chez eux se trouvait un magasin appelé Canyon Country Store ; c'est à celui-ci que font référence les paroles « There's a store where the creatures meet, I wonder what they do in there » dans la partie narration de la chanson.
Il s'agit d'une chanson d'amour, où la « she » des paroles se réfère à Pamela Courson.

## Critiques et réception
John Densmore déclare à propos du solo de Ray Manzarek que « le phrasé est si puissant, si précis et même temps relaxant ».
Dans sa critique, Lindsay Planer indique que les paroles sont assez simples, mais que la mélodie est chantante. Elle dit aussi que le clavier de Ray Manzarek pendant les ponts mérite d'être salué, mais sa prépondérance cache parfois la guitare de Robby Krieger.
Love Street est très peu jouée lors des concerts : le seul enregistrement live de ce titre a été réalisé à Stockholm, le 20 septembre 1968.
La chanson est utilisée dans le film The Doors d'Oliver Stone, au moment où Jim Morrison suit Pamela.